# Hotel California (canción)
«Hotel California» es el título de la canción del álbum homónimo (diciembre de 1976) de la banda estadounidense de rock Eagles. La canción fue lanzada como sencillo el 22 de febrero de 1977. Es una de las canciones más famosas de la banda, y del estilo adult oriented rock. Los créditos de escritura de la canción son compartidos por Don Felder (música), Don Henley y Glenn Frey (letras). La grabación original de la canción se caracteriza por tener a Don Henley cantando como primera voz y concluir con un extenso solo de guitarra eléctrica interpretado por Don Felder y Joe Walsh. La lírica de la canción ha originado diversidad de interpretaciones de fanes y de críticos por igual, pero los Eagles la han descrito como «su descripción de la vida de alta sociedad en Los Ángeles». Henley, por su parte, dijo que la canción es sobre «un viaje de la inocencia a la experiencia. Eso es todo».
Ian Anderson, compositor de Jethro Tull, ha hecho referencia en repetidas ocasiones al posible plagio cometido por Eagles en la canción «Hotel California» (1977), sobre su canción «We Used to Know», del álbum Stand Up (1969), aunque nunca llegó a plantear el tema judicialmente. Durante 1970 Eagles fue telonero de Jethro Tull, momento en el cual la banda inglesa interpretaba en vivo su tema.

## Historia y reconocimiento
Don Felder, mientras estaba en su casa de la playa practicando con una guitarra acústica de 12 cuerdas, tuvo una idea musical para una canción. Compuso los acordes de guitarra y la melodía. La registró en una grabadora Teac de 4 pistas y luego hizo copias en casete y se las pasó a Don Henley, Glenn Frey, Joe Walsh y Randy Meisner. La letra fue escrita principalmente por Henley con algunos aportes de Frey.
La grabación fue producida por Bill Szymeczyk durante ocho meses en los que la pulieron toma tras toma.
Don Felder y Joe Walsh ejecutan los solos de guitarra con su estilo virtuoso.
En los años 1970, las canciones dirigidas a las emisoras AM debían tener entre 3:00 y 3:30 minutos de duración. La introducción debía tener como máximo 30 segundos antes de que comenzaran a cantar. "Hotel California" tiene una duración de seis minutos y medio. La introducción dura cincuenta segundos y al final tiene un solo de guitarras de dos minutos. El formato era completamente contrario a lo que entonces se acostumbraba.
Don Henley propuso que fuera el sencillo del disco. Don Felder le dijo: 

Creo que estás equivocado. No creo que debamos sacarlo como un sencillo. A lo mejor, como un corte para la FM, pero no como un sencillo.

 Don Henley dijo: 

No, este va a ser nuestro sencillo.

La cubierta del álbum Hotel California corresponde al Beverly Hills Hotel, conocido como «Pink Palace». La fotografía la tomaron David Alexander y John Kosh, que se subieron 18 metros en una grúa para sacar la foto del hotel en el ocaso sobre los árboles.

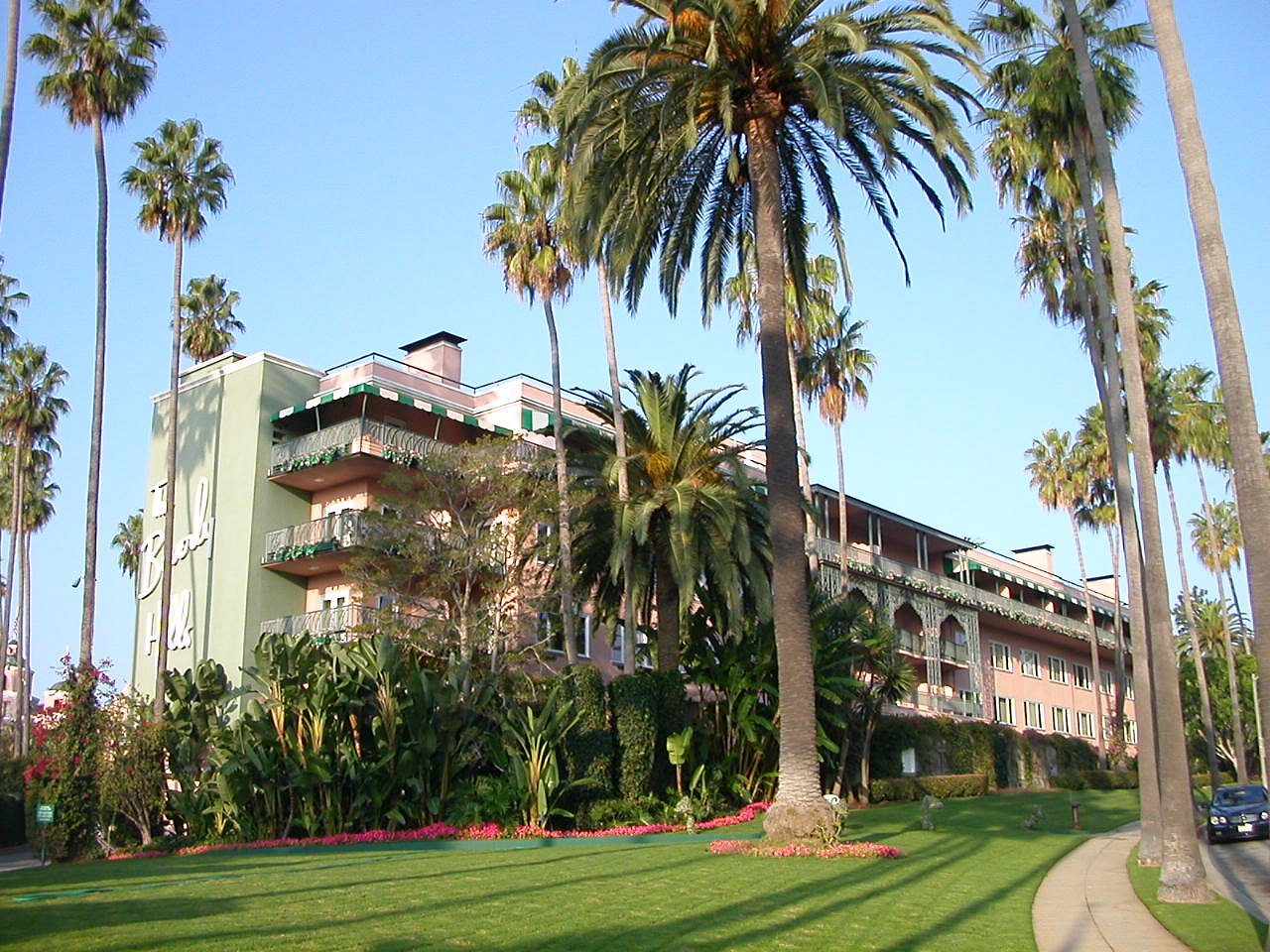
The Beverly Hills Hotel. Apareció en la portada de Hotel California.

«Hotel California» llegó a la cima del Billboard Hot 100 durante una semana en mayo de 1977.
Tres meses después de su lanzamiento, el sencillo fue certificado de Oro por la RIAA estadounidense debido a la venta de 1 000 000 de discos.
Eagles también ganó un Grammy al mejor disco del año en 1978.
En 2009, la canción «Hotel California» fue certificada Platino (Premio por ventas digitales) por la RIAA por la venta de 1 000 000 de descargas digitales. Se estima que las ventas globales del tema «Hotel California» superan los 150 millones (2017).
En la lista de las 500 mejores canciones de todos los tiempos de la revista Rolling Stone se ubica en el cuadragésimo noveno (49°) puesto.
Está también incluida en el Salón de la Fama del Rock como una de «las 500 canciones que formaron el Rock and Roll».
El solo de guitarra de la canción se ubica en el octavo puesto de «los 100 mejores solos de guitarra» en una encuesta realizada por la revista Guitar World.
«Hotel California» ha sido una canción fija en los conciertos de la banda desde su lanzamiento y es una de las más populares y conocidas del grupo.
La interpretación de la canción aparece en el álbum en directo de 1980 y en una versión acústica en el álbum de 1994 llamado Hell Freezes Over, que es una reunión en concierto, con CD y vídeo.
En 1999 el grupo hispano francés de rumba catalana Gipsy Kings versionó la canción en su disco Volare: The Very Best of the Gipsy Kings (1.000.000 de copias certificadas vendidas, perteneciente a una banda sonora no original). Esta versión fue incluida en la banda sonora de la película El gran Lebowski (1998), de los hermanos Coen.
La canción también es una pista jugable en el videojuego Guitar Hero World Tour. Además, esta canción cuenta con una versión en reggae interpretada por Majek Fashek.

## Créditos

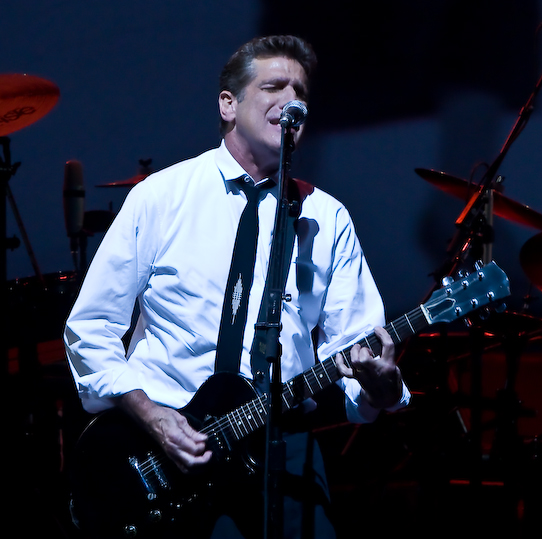
Glenn Frey
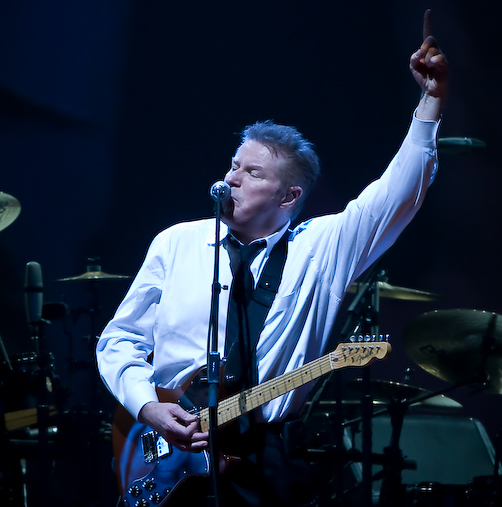
Don Henley
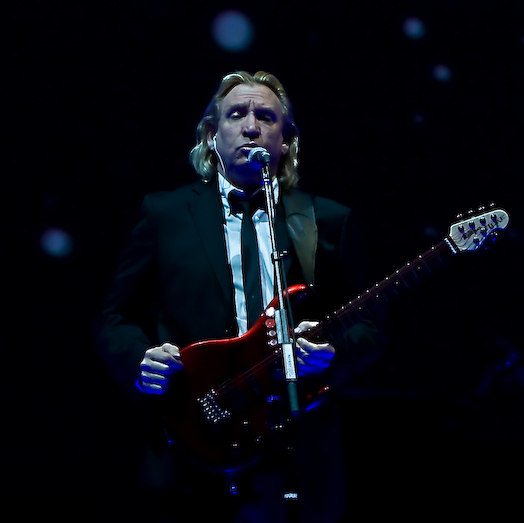
Joe Walsh
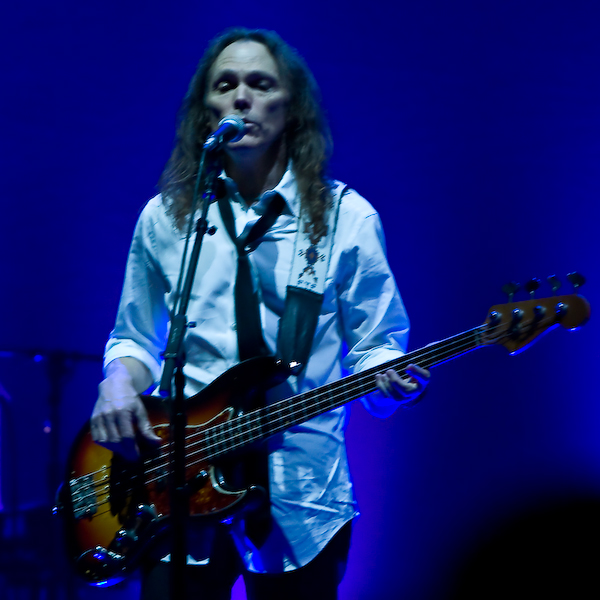
Timothy B. Schmit
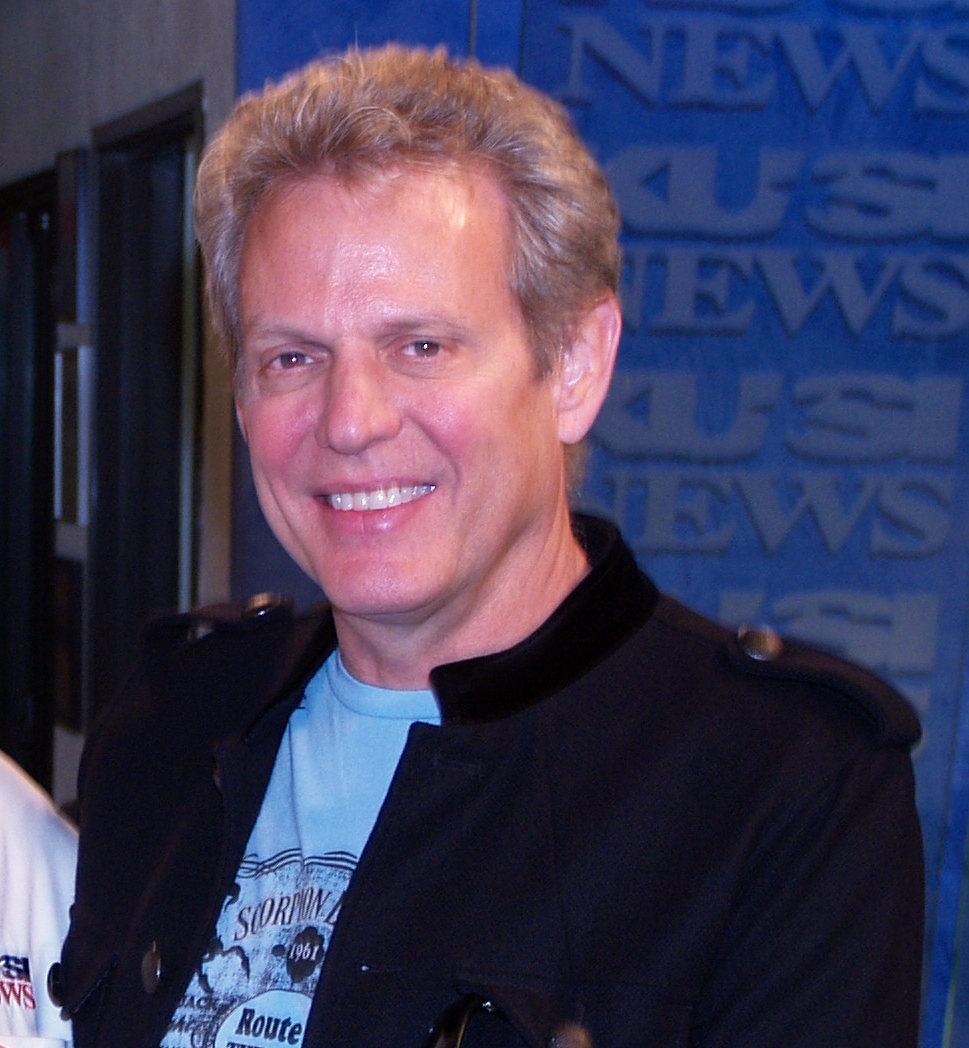
Don Felder